# Йосиф Тимошович
Йосиф Тимошович (нар. 20-ті роки XVIII століття — пом. 1 грудня 1775, Новгород-Сіверський) — український релігійний діяч в добу Гетьманщини, уповноважений Києво-Печерської лаври в Москві. Архімандрит монастирів на Московщині.

## Біографія
Навчався у Києво-Могилянській академії, по закінченню якої прийняв чернечий постриг у Києво-Печерській Лаврі. Згодом висвячено на ієродиякона, пізніше — на ієромонаха.
3 травня 1751 примусово емігрує на Московщину до Московського Чудового монастиря для виконання обов'язків економа і намісника. 1758 Йосиф став намісником монастиря.
Перебуваючи на Московщині, підтримував з Києво-Печерською лаврою тісні зв'язки. 1762-1770 разом із С. Юницьким та В. Барановичем — уповноважений КПЛ у Москві, займався обліком фінансів, у тому числі пов'язаних з продажем книг, приймав пожертви на Києво-Печерську лавру, вирішував питання господарського характеру, посередник у діловому листуванні КПЛ з різними особами.
11 березня 1772 Йосифа повертається в Україну, де опікувався матеріальним становищем в Новгород-Сіверському Спасо-Преображенському монастирі.
Турбуючись матеріальним становищем монастиря, 1773 подав «доношеніе» в Новгородський підкоморський суд зі скаргою на захоплення різними особами монастирських маєтків і представив витяг з книг полкового суду за 1633, який підтверджував пожертви монастирю «бортневых ухожій и рыбных ловель».